# The KKK Took My Baby Away
The KKK Took My Baby Away è una canzone scritta da Joey Ramone.
È stata pubblicata nell'album del 1981 dei Ramones, Pleasant Dreams.

## Storia
Molti fan dei Ramones pensano che questa canzone fu scritta da Joey dopo che il chitarrista Johnny gli "rubò" la sua ex ragazza Linda, nonostante Joey affermi di averla scritta anni dopo questo fatto.
Il KKK è in riferimento all'orientamento politico di Johnny, noto repubblicano (l'opposto di Joey), che l'ha portato a dare una connotazione autoritaria, quasi militare alla band.
Johnny all'inizio tradiva la sua ragazza di allora per vedere Linda.
Quando voleva vedere una delle ragazze, era solito scusarsi con il fatto di dover visitare suo zio a Philadelphia.
Johnny alla fine sposò Linda e le sue relazioni con Joey divennero molto tese, arrivando ad una totale incomunicabilità che è proseguita fino alla morte di Joey nel 2001, causata da un tumore al sistema linfatico.

## Formazione
- Joey Ramone - voce
- Johnny Ramone - chitarra
- Dee Dee Ramone - basso
- Marky Ramone - batteria

## Cover
The KKK Took My Baby Away è stata reinterpretata da Marilyn Manson nell'album tributo ai Ramones We're A Happy Family. La canzone è anche stata reinterpretata dai The Datsuns, dai Cool Millions nell'album tributo ai Ramones The Song Ramones the Same, dai Pearl Jam, Hammerpigs, Face to Face, Relient K, Dead Kennedys, The Ordinary Boys, Misfits, Dragonfly, Die Ärzte, Beatsteaks, The Ataris, Full Blown Cherry, Guttermouth, NOFX, MxPx, e Rough Bullet.